# Base militar del Pení
La base militar del Pení és una base de vigilància del trànsit aeri militar i civil, situada al puig Simonets i el cim del Pení, entre Cadaqués i Roses.
La base està integrada per l'Esquadró de Vigilància Aèria 4 (EVA-4) que és una unitat de primera línia de combat de l'exèrcit de l'aire, depenent del Ministeri de Defensa d'Espanya. Disposa d'un radar que forma part de la xarxa de l'Estat i està integrat al sistema de defensa de l'Organització del Tractat de l'Atlàntic Nord (OTAN). La informació de situació de totes les aeronaus que estan volant en l'espai aeri espanyol i de l'OTAN s'envia a centres de control militars i civils.

## Activitat
La base és d'accés restringit i està situada en un punt estratègic i privilegiat del Cap de Creus que és considerat per l'exèrcit de l'aire com a zona de "risc extrem" per les fortes ratxes de vent i la proximitat al mar.
Disposa d'una cúpula de 22,5 metres de diàmetre que protegeix un immens radar Indra 3D, model «Lanza», mogut per dos motors que van donant voltes, una cada deu segons. A cada rotació el radar escombra un perímetre de 470 km de distància i 31 km d'alçada i pot detectar un objecte d'un metre quadrat de superfície situat en el seu radi d'observació, identificar-ne la posició, l'alçada i la trajectòria. El radar secundari llegeix el codi de vol obligatori dels avions amb el qual s'han d'identificar emetent un senyal detectable des de terra.
El 2017, treballaven una vuitantena de persones per torns de 24 hores i 365 dies l'any per recollir, filtrar, digitalitzar i enviar aquesta informació en temps real cap als centres de comandament i control de l'exèrcit de Torrejón de Ardoz i Saragossa on s'analitza la informació i s'envia als centres de control aeri civil, com el de Gavà, en el cas de Catalunya.
El radi de vigilància de l'EVA 4 se superposa en part a l'est amb un radar equivalent a Sóller, al Puig Major, Illes Balears, i al nord amb un altre a Narbona, França. Tots s'interrelacionen en el marc de l'OTAN. Les instal·lacions del Pení es completen amb els repetidors de comunicacions per ràdio terra-aire dels centres de control aeris militars i civils.

## Història
La base militar del Pení es va crear el 1953 per un conveni de defensa hispano-americà. Va ser inaugurada operativament el 1959 pel personal de la 875th Aircraft Control & Warning Squadron (AC&W Squadron) sota la dependència de la 65a Divisió Aérea de la 16a Força Aèria dels Estats Units d'Amèrica (USAF), com a base conjunta entre Espanya i els Estats Units amb un comandament de cada pais. L'any 1964 la unitat americana va ser dissolta, quedant les instal·lacions i equips a càrrec de l'exèrcit espanyol.
Fins al 2015 disposava de dos radars analògics, un de vigilancia AN/FPS-20 i un altre d'alçada AN/FPS-6, cadascun amb un radom que els protegia de les inclemències meteorològiques i que van ser substituïts per un radar digital nou 3D model Laser i un unic radom. El canvi tecnològic va suposar el trasllat de part dels militars que treballaven al Pení, donat que la vigilància aèria ja no necessitava tants recursos.
El 2017 l'Ajuntament de Roses va reclamar a l'Estat que cedís part de les instal·lacions de la base militar del Pení al Parc Natural del Cap de Creus. La petició va tenir el seu origen en el Congrés dels Diputats quan es van aprovar el 2012 i 2013 dues proposicions no de Llei que reclamaven que el Ministeri de Defensa desafectés part de les instal·lacions de la base militar que estiguessin en desús a conseqüència de la modernització de l'espai amb l'objectiu de donar nous usos, com el de les oficines del Parc Natural.